# Всемирная организация интеллектуальной собственности
Всеми́рная организа́ция интеллектуа́льной со́бственности (ВОИС, фр. Organisation Mondiale de la Propriété Intelectuelle, OMPI; англ. World Intellectual Property Organization, WIPO) — международная организация, занимающаяся администрированием ряда ключевых международных конвенций в области интеллектуальной собственности, в первую очередь Бернской Конвенции об охране литературных и художественных произведений и Парижской Конвенции об охране промышленной собственности. С 1974 года также выполняет функции специализированного учреждения Организации Объединённых Наций по вопросам творчества и интеллектуальной собственности.

## Представительность
В настоящее время членами ВОИС являются 193 государства. Секретариат ВОИС или Международное бюро расположен в Женеве и имеет штатных сотрудников, представляющих более 90 стран. Генеральным директором организации в 2008—2020 годах являлся Фрэнсис Гарри, с 1 октября 2020 года должность занимает Дарен Танг.

## История
ВОИС является старейшей международной организацией в области охраны интеллектуальной собственности. Фактически она образовалась в 1893 году на дипломатической конференции, когда два бюро, выполнявшие административные функции Парижской (по охране промышленной собственности) и Бернской (об охране литературных и художественных произведений) конвенций, объединились в одно учреждение под названием БИРПИ (Объединённые международные бюро по охране интеллектуальной собственности).
Государства-члены хотели добиться для БИРПИ статуса полноправной межправительственной организации. Поэтому в 1967 году в Стокгольме была подписана Конвенция, учреждающая ВОИС. Штаб-квартира ВОИС расположилась в Женеве (Швейцария). Эта новая организация заменила собой БИРПИ. В 1974 году ВОИС стала специализированным учреждением ООН. Согласно договору между ООН и ВОИС, ВОИС отвечает за проведение необходимых действий в соответствии с заключёнными соглашениями и договорами в целях поощрения творчества и содействия защите интеллектуальной собственности во всем мире путём кооперации между государствами.

## Сфера деятельности

### Уставные задачи ВОИС
Стокгольмская конвенция 1967 г. (ст. 3) определяет следующие цели организации:
1. Содействие охране интеллектуальной собственности во всем мире путём сотрудничества государств и в соответствующих случаях во взаимодействии с любой другой международной организацией;
2. Обеспечение административного сотрудничества Союзов.

Таким образом, деятельность ВОИС посвящена развитию сбалансированной и доступной международной системы, обеспечивающей вознаграждение за творческую деятельность, стимулирующей инновации и вносящей вклад в экономическое развитие при соблюдении интересов общества.
Для достижения поставленных целей были разработаны следующие основные функции организации (ст. 4 Конвенции 1967 г.):
- содействие разработке мероприятий, рассчитанных на улучшение охраны интеллектуальной собственности во всем мире и на гармонизацию национальных законодательств в этой области;
- заключение международных договоров по охране интеллектуальной собственности;
- выполнение административных функций Парижского союза, специальных Союзов, образованных в связи с этим Союзом, и Бернского союза;
- оказание технико-юридической помощи в области интеллектуальной собственности;
- сбор и распространение информации, проведение исследований и публикация их результатов;
- обеспечение деятельности служб, облегчающих международную охрану интеллектуальной собственности;
- выполнение любых других надлежащих действий.

### Административные функции
Первоначальная и важнейшая функция ВОИС — администрирование многосторонних международных договоров, включающее в себя хранение их текстов и официальных переводов, дополнительных договоров, заявлений государств о вступлении, разрешение конфликтов, обеспечение процедуры пересмотра договоров, выполнение регистрационных функций для договоров, предусматривающих международную регистрацию объектов интеллектуальной собственности.
На данный момент ВОИС осуществляет администрирование следующих договоров, не считая саму Конвенцию ВОИС:
- В области авторских и смежных прав
  - Пекинский договор по аудиовизуальным исполнениям
  - Бернская Конвенция об охране литературных и художественных произведений
  - Договор ВОИС по авторскому праву (ДАП)
  - Договор ВОИС по исполнениям и фонограммам (ДИФ)
  - Международная конвенция об охране прав исполнителей, изготовителей фонограмм и вещательных организаций
  - Женевская конвенция об охране интересов производителей фонограмм от незаконного воспроизведения
  - Брюссельская конвенция о распространении несущих программы сигналов, передаваемых через спутники
  - Марракешский договор об облегчении доступа слепых к опубликованным произведениям
- В области промышленной собственности
  - Парижской Конвенции об охране промышленной собственности
  - Мадридское соглашение о пресечении ложных или вводящих в заблуждение указаний происхождения на товарах
  - Найробский договор об охране олимпийского символа
  - Вашингтонский договор об интеллектуальной собственности в отношении интегральных микросхем
  - Договор ВОИС о патентной кооперации (PCT)
  - Договор ВОИС о патентном праве (PLT)
  - Будапештский договор о признании депонирования микроорганизмов для целей патентной процедуры
  - Мадридское соглашение о международной регистрации знаков
    - Протокол к Мадридскому соглашению о международной регистрации знаков

  - Лиссабонское соглашение об охране наименований мест происхождения и их международной регистрации
  - Гаагское соглашение о депонировании промышленных образцов
  - Страсбургское соглашение о международной патентной классификации (МПК)
  - Ниццкое соглашение о классификации товаров и услуг для регистрации знаков
  - Венское соглашение о международной классификации изобразительных элементов знаков
  - Локарнское соглашение о международной классификации промышленных образцов
  - Договор о законах по товарным знакам
  - Сингапурский договор о законах по товарным знакам

Регистрационная деятельность ВОИС включает прямые услуги заявителям по:
- Договору о патентной кооперации (РСТ);
- Мадридскому соглашению о международной регистрации знаков;
- Гаагскому соглашению о депонировании промышленных образцов;
- Лиссабонскому соглашению об охране наименований мест происхождения.

Деятельность ВОИС в области сотрудничества по административным вопросам интеллектуальной собственности сосредоточена на:
- руководстве работой патентных фондов;
- обновлении международных классификационных систем;
- сборе статистики и написании региональных обзоров по состоянию норм в сфере ИС.

### Программная деятельность
Важное место в работе ВОИС занимает т. н. программная деятельность: обеспечение широкого признания существующих договоров, их обновление, создание новых договоров, организация сотрудничества в целях развития. Одним из аспектов программной деятельности ВОИС является сотрудничество в целях развития, в том числе оказание помощи тем странам, которые в ней нуждаются. ВОИС помогает им реформировать национальные законодательства, реализует образовательные программы, нацеленные на раскрытие потенциала интеллектуальной собственности, способствует компьютеризации и использованию этими странами новейших технологий в сфере интеллектуальной собственности, оказывает поддержку (в том числе финансовую) для облегчения участия отдельных стран в своих мероприятиях.

### Образовательная деятельность
С 1998 г. Всемирная Академия ВОИС занимается подготовкой человеческих ресурсов в области охраны интеллектуальной собственности. При ней существует Центр дистанционного обучения, который позволяет получать знания через интернет. Определённый интерес представляет также проект по созданию WIPOnet — глобальной сети интеллектуальной собственности, связывающей деловые процессы национальных ведомств в режиме онлайн.
В 2000 году ВОИС учредила ежегодный Международный день интеллектуальной собственности, направленный на разъяснение роли интеллектуальной собственности в развитии.
В последние годы внутри ВОИС происходит комплексный процесс перестройки, частью которого являются пересмотренные и расширенные стратегические цели организации. Обновлённые цели, по мнению руководства организации, помогут ВОИС более эффективно выполнять свой мандат с учётом быстро меняющейся внешней конъюнктуры и настоятельной потребности решения задач в области интеллектуальной собственности в XXI веке. Девять стратегических целей, поставленных в пересмотренных Программе и бюджете на 2008—2009 гг., включают:
1. Сбалансированное развитие международной нормативной базы интеллектуальной собственности.
2. Предоставление высококачественных услуг в глобальных системах охраны интеллектуальной собственности.
3. Содействие использованию интеллектуальной собственности в интересах развития.
4. Координация и развитие глобальной инфраструктуры интеллектуальной собственности.
5. Всемирный источник справочной информации и аналитических данных в области интеллектуальной собственности.
6. Международное сотрудничество, направленное на обеспечение уважения интеллектуальной собственности.
7. Решение вопросов интеллектуальной собственности в контексте глобальных стратегических задач.
8. Обеспечение оперативной связи между ВОИС, её государствами-членами и всеми заинтересованными сторонами.
9. Эффективную структуру административно-финансовой поддержки, позволяющую ВОИС выполнять свои программы.

### Центр по арбитражу и посредничеству
Перспективным направлением деятельности ВОИС является и урегулирование коммерческих споров, связанных с интеллектуальной собственностью. С 1994 г. работает Центр ВОИС по арбитражу и посредничеству, который оказывает помощь в их разрешении.
Центр предлагает следующие способы разрешения споров:
- посредничество (медиация), при котором стороны могут сами определить приемлемый результат разрешения спора;
- арбитраж;
- ускоренный арбитраж, который отличается сроками, суммой взимаемых сборов и единовременным представлением ряда документов[18];
- экспертное заключение, которое может применяться для определения ставок роялти, толкования формулы изобретения[19]. По общему правилу заключение эксперта является обязательным[20].

За период с 2012 по 2021 год Центр ВОИС по арбитражу и посредничеству рассмотрел около 900 дел (суммарно по всем средствам разрешения споров). Оспариваемые суммы составляют от 15 тысяч до 1 миллиарда долларов США.
Кроме перечисленных споров Центр оказывает "добрые услуги", которые могут поспособствовать внепроцедурному урегулированию спора либо помочь выбрать наиболее подходящий способ разрешения спора.

## Структура
Все решения, регулирующие стратегическую направленность и деятельность ВОИС, принимаются государствами-членами. Секретариат ВОИС в течение всего года координирует официальные и неофициальные заседания органов государств-членов.
Ниже перечисляются главные комитеты и директивные органы ВОИС.

### Руководящие органы
(англ. Governing Bodies)
Стокгольмская конвенция 1967 г. (ст. 6—9) учредила следующие высшие директивные органы ВОИС:
1. Генеральная Ассамблея ВОИС (англ. WIPO General Assembly):
- назначает Генерального Директора по представлению Координационного комитета;
- рассматривает и утверждает отчёты Генерального Директора, касающиеся Организации, и даёт ему все необходимые инструкции;
- рассматривает и утверждает отчёты и одобряет деятельность Координационного комитета и даёт ему инструкции;
- принимает двухгодичный бюджет расходов, общих для Союзов[К 1];
- одобряет предлагаемые Генеральным Директором мероприятия, касающиеся администрации по осуществлению международных соглашений;
- принимает финансовый регламент Организации;
- определяет рабочие языки Секретариата, принимая во внимание практику Организации Объединённых Наций;
- приглашает новые государства стать участниками ВОИС;
- определяет, какие государства, не являющиеся членами Организации, и какие межправительственные или международные неправительственные организации могут быть допущены на её заседания в качестве наблюдателей;
- выполняет другие надлежащие функции в рамках Конвенции, учреждающей ВОИС.

Генеральная Ассамблея состоит из государств — сторон Конвенции, учреждающей ВОИС, которые являются членами какого-либо из Союзов.
2. Конференция ВОИС (англ. WIPO Conference):
- обсуждает вопросы, представляющие общий интерес в области интеллектуальной собственности, и может принимать рекомендации по таким вопросам с учётом компетенции и самостоятельности Союзов[К 1];
- принимает двухгодичный бюджет Конференции;
- принимает в пределах бюджета Конференции двухгодичную программу юридико-технической помощи;
- принимает поправки к Конвенции, учреждающей ВОИС;
- определяет, какие государства, не являющиеся членами Организации, и какие межправительственные или международные неправительственные организации могут быть допущены на её заседания в качестве наблюдателей;
- выполняет другие надлежащие функции в рамках Конвенции, учреждающей ВОИС.

Конференция состоит из государств — сторон Конвенции, учреждающей ВОИС, независимо от того, являются они членами какого-либо из Союзов или не являются.
3. Координационный комитет (англ. WIPO Coordination Committee):
- даёт советы органам Союзов, Генеральной Ассамблее, Конференции и Генеральному Директору по всем административным, финансовым и другим вопросам, представляющим общий интерес для двух или более Союзов, или одного или более Союзов и Организации, в частности, по бюджету расходов, общих для Союзов[К 1];
- подготавливает проект повестки дня Генеральной Ассамблеи;
- подготавливает проект повестки дня, а также проекты программы и бюджета Конференции;
- до истечения срока полномочий Генерального Директора или когда пост Генерального Директора становится вакантным, представляет кандидата для назначения его на этот пост Генеральной Ассамблеей; если Генеральная Ассамблея не назначит этого кандидата, Координационный комитет представляет другого кандидата; эта процедура повторяется до тех пор, пока, наконец, кандидат не будет назначен Генеральной Ассамблеей;
- если пост Генерального Директора становится вакантным в период между двумя сессиями Генеральной Ассамблеи, назначает Исполняющего обязанности Генерального Директора на срок до вступления в должность нового Генерального Директора;
- выполняет все другие функции, возложенные на него в соответствии с Конвенции, учреждающей ВОИС.

Координационный комитет состоит из государств — сторон Конвенции, учреждающей ВОИС, которые являются членами Исполнительного комитета Парижского союза, или Исполнительного комитета Бернского союза, или обоих этих Исполнительных комитетов.
4. Международное бюро (англ. International Bureau)
Международное бюро является Секретариатом Организации и возглавляется Генеральным Директором, который имеет двух или более заместителей. Генеральный Директор назначается на определённый срок продолжительностью не менее 6 лет. Он может назначаться вновь на определённые сроки. Сроки первоначального назначения и возможных последующих назначений, а также все другие условия назначения определяются Генеральной Ассамблеей. Генеральный Директор является главным должностным лицом Организации и её представителем. Он отчитывается перед Генеральной Ассамблеей и выполняет её директивы, касающиеся внутренних и внешних дел Организации.
Характер обязанностей Генерального Директора и персонала Международного бюро является исключительно международным. При исполнении своих обязанностей они не должны запрашивать или получать инструкции от какого бы то ни было правительства или власти за пределами Организации. Они должны воздерживаться от любого действия, которое могло бы поставить под сомнение их положение как международных должностных лиц. Каждое государство — член ВОИС, в свою очередь, обязуется уважать исключительно международный характер обязанностей Генерального Директора и персонала и не пытаться влиять на них при исполнении ими своих обязанностей.
Генеральная Ассамблея, Конференция и Координационный совет являются высшими директивными органами ВОИС. Каждые два года они встречаются в сентябре/октябре в Женеве в формате очередной сессии и каждый год в формате внеочередной сессии.

### Постоянно действующие комитеты
(англ. Standing Committees)
В ВОИС существуют специальные комитеты экспертов. Эти постоянные комитеты учреждаются решением Генеральной Ассамблеи с определённой целью, то есть для определения целесообразности разработки новых договорных положений. Так, например, на данный момент функционируют следующие комитеты:
- Постоянный комитет по патентному праву (англ. Standing Committee on the Law of Patents — SCP).
- Постоянный комитет по законодательству в области товарных знаков, промышленных образцов и географических указаний (англ. Standing Committee on the Law of Trademarks, Industrial Designs and Geographical Indications — SCT).
- Постоянный комитет по авторскому праву и смежным правам (англ. Standing Committee on Copyright and Related Rights — SCCR).
- Постоянный комитет по информационным технологиям (англ. Standing Committee on Information Technologies — SCIT).

Когда Постоянный комитет установит, что достигнут достаточный прогресс в целях дальнейшего продвижения к принятию договора, Генеральная Ассамблея может принять решение о созыве Дипломатической конференции (англ. Diplomatic Conference). Эта встреча государств-членов на высшем уровне, созываемая исключительно с целью завершения переговоров о заключении нового договора (например «Дипломатическая конференция по принятию пересмотренного договора о законах по товарным знакам»).

### Долговременные комитеты
(англ. Permanent Committees)
Многочисленные договоры, учреждающие международные классификации (такие как Локарнское, Ниццкое, Страсбургское и Венское соглашения) в свою очередь учреждают постоянные Комитеты экспертов с мандатом на периодический пересмотр и модернизацию систем классификации. При этом любой Руководящий орган ВОИС при необходимости может учреждать комитеты. Например:
- Комитет по программе и бюджету (англ. Program and Budget Committee).
- Постоянный комитет по интеллектуальной собственности и развитию (англ. Committee on Development and Intellectual Property — CDIP).
- Межправительственный комитет по интеллектуальной собственности, генетическим ресурсам, традиционным знаниям и фольклору (англ. Intergovernmental Committee on Intellectual Property and Genetic Resources, Traditional Knowledge and Folklore — IGC).
- Консультативный комитет по защите прав (англ. Advisory Committee on Enforcement — ACE).

### Рабочие группы
(англ. Working Groups)
Руководящие органы, Постоянные комитеты или другие органы ВОИС могут принимать решение о создании рабочей группы для подробного рассмотрения конкретных вопросов. При этом конечной целью таких групп является разработка комплекса документов и рекомендаций по поставленному вопросу. Зачастую Рабочие группы создаются для подробного изучения и вынесения дальнейших рекомендаций относительно существующих международных договоров в области интеллектуальной собственности (например, Рабочая группа по договору о патентной кооперации).

## Критика

### ВОИС и ВТО
В целом, ВОИС в значительной степени отражает интересы развивающихся стран — импортёров интеллектуальной собственности, что связано с тем, что они образуют большинство в руководящих органах Организации. Данная ситуация вызывает раздражение у развитых стран, которые являются основными экспортёрами интеллектуальной собственности.
Все это привело к активизации деятельности иных организаций, занимающихся вопросами интеллектуальной собственности. В 1980-х Соединённые Штаты Америки и другие развитые страны перенесли всю организационную практику, связанную с вопросами интеллектуальной собственности (в частности, с коммерциализацией интеллектуальной собственности), из ВОИС во Всемирную Торговую Организацию (ВТО), в рамках которой в 1994 г. было разработано «Соглашение по торговым аспектам прав интеллектуальной собственности» (ТРИПС). Однако конкуренции между двумя организациями как таковой не получилось: ТРИПС основывается на договорах, административные функции которых выполняет ВОИС. Более того, существует Соглашение между ВОИС и ВТО, которое предусматривает сотрудничество этих организаций в реализации основных положений и принципов ТРИПС.

### Программа Развития
Согласно договору между ООН и ВОИС (ст. 1) в сферу ответственности последней входит:

…принятие соответствующих мер… по содействию, среди прочего, творческой интеллектуальной деятельности и облегчению передачи развивающимся странам технологии, относящейся к промышленной собственности, в целях ускорения экономического, социального и культурного развития…
Оригинальный текст (англ.)…taking appropriate action in accordance with its basic instrument, treaties and agreements administered by it, inter alia, for promoting creative intellectual activity and for facilitating the transfer of technology related to industrial property to the developing countries in order to accelerate economic, social and cultural development…

Таким образом, все перечисленные функции, если их понимать буквально, находятся довольно-таки далеко от нормальной деятельности ВОИС, её средств и кадров. В течение ряда лет это статья интерпретировалась ВОИС как дипломатически сформулированная санкция заниматься своей прежней деятельностью, но уже от имени Организации объединённых наций. В 2002 году ряд общественных организаций и, в первую очередь, ООН развернули кампанию, требуя от ВОИС предпринимать конкретные шаги по помощи развивающимся странам, а также большей «прозрачности» организации и предоставления гражданскому обществу и защищающим интересы потребителей неправительственным организациям доступа к деятельности ВОИС. Результатом стало принятие ВОИС в 2004 году «программы развития» (англ. Development Agenda). А на Генеральной Ассамблее 2007 г. государства-члены ВОИС приняли 45 рекомендаций к этой программе, внесённых Временным комитетом по предложениям в связи с повесткой дня ВОИС в области развития (ВКПДР).

## Награды
- Почётная грамота Кыргызской Республики (30 августа 2023 года) — за существенный вклад в развитие социально-экономического, интеллектуального и культурного потенциала Кыргызской Республики, большие достижения в профессиональной деятельности, а также в связи с Днем независимости Кыргызской Республики[32].